# Moniaki
Moniaki [pronunciación en polaco: /mɔˈɲaki/] es un pueblo ubicado en el distrito administrativo de Gmina Urzędów, dentro del Condado de Kraśnik, Voivodato de Lublin, en Polonia oriental. Se encuentra aproximadamente a 6 kilómetros al noroeste de Urzędów, a 14 kilómetros al noroeste de Kraśnik, y a 42 kilómetros al suroeste de la capital regional Lublin.